# Sainte-Croix-sur-Aizier
Sainte-Croix-sur-Aizier är en kommun i departementet Eure i regionen Normandie i norra Frankrike. Kommunen ligger i kantonen Quillebeuf-sur-Seine som tillhör arrondissementet Bernay. År 2018 hade Sainte-Croix-sur-Aizier 292 invånare.

## Befolkningsutveckling
Antalet invånare i kommunen Sainte-Croix-sur-Aizier
Referens:INSEE